# Wolsfeld
Wolsfeld là một đô thị ở huyện Bitburg-Prüm, trong bang Rheinland-Pfalz, phía tây nước Đức. Đô thị Wolsfeld có diện tích 9,27 km², dân số thời điểm ngày 31 tháng 12 năm 2006 là 782 người.